# Marco Galli (attore)
Marco Galli (Roma, 21 ottobre 1965) è un attore italiano.

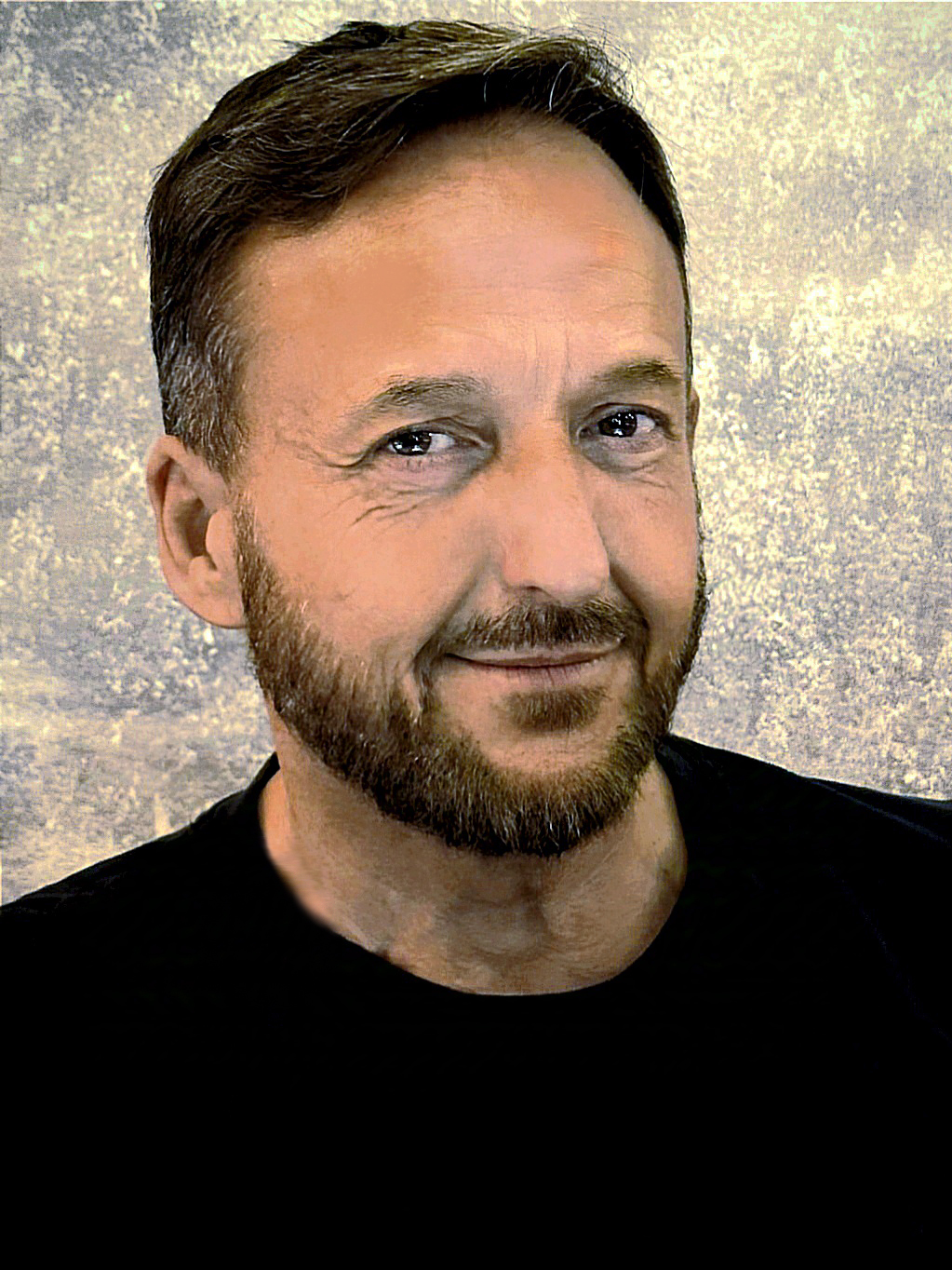
Marco Galli attore

Diplomato al Centro Sperimentale di Cinematografia nel biennio 1988-1990.
Fra le sue interpretazioni al cinema ricordiamo quella in Volevamo essere gli U2 (1992) di Andrea Barzini, Ambrogio (1992) di Wilma Labate, Senza pelle (1994) di Alessandro D'Alatri, Gialloparma (1999] di Alberto Bevilacqua, "Per il mio bene" (2024) di Mimmo Verdesca.
In televisione ha preso parte alle soap opera Incantesimo e Un posto al sole.
In teatro ha recitato nelle commedie di Umberto Marino "Volevamo essere gli U2" del 1991
e "Forse era meglio Vasco" del 2018
Ha lavorato anche nella pubblicità, per lo spot TV dell'Alfa Romeo 146 nel 1998.